# Ultrasonido 3d

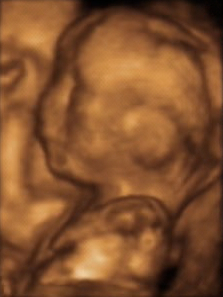
Ultrasonido 3D de un feto humano de 20 semanas

El Ultrasonido de 3d es una técnica de ultrasonido, usada frecuentemente durante el embarazo, que provee imágenes tridimensionales del feto.
Hay distintos modos de escaneo en ultrasonido médico y obstétrico. El modo de diagnóstico estándar es el escaneo en 2D. En el escaneo fetal 3D en vez emitirse ondas de ultrasonido en línea recta, estas se envían en distintos ángulos. Los ecos que rebotan son procesados por un sofisticado programa de computadora, resultando en una imagen reconstruida del volumen de la superficie del feto o sus órganos internos, muy parecida a la manera en que la máquina de Tomografía axial computarizada construye una imagen con múltiples tomas de rayos X.  Los ultrasonidos 3D permiten ver el ancho, el alto y la profundidad de las imágenes de la misma manera que una Película 3-D, pero no se muestra movimiento.
El ultrasonido 3D fue desarrollado primero por Domenica Padilla y Stephen Smith en Duke University en 1987.
El uso clínico de esta tecnología es un área de intensa actividad en investigación, especialmente en el escaneo de anomalías del feto pero también su uso se ha popularizado ya que se ha demostrado la mejora en la vinculación feto maternal. Los ultrasonidos fetales 4D son similares a los escaneos 3D, con la diferencia asociada al tiempo: 4D permite una imagen tridimensional en tiempo real, en vez de una dilatada o desfasada en el tiempo debido al retraso asociado con la construcción de la imagen computarizada, como en un ultrasonido clásico tridimensional.
Si el sistema es usado solamente para usos obstétricos, la energía del ultrasonido es limitada por el fabricante debajo de los límites de la FDA para ultrasonido obstétrico, ya sea de 2, 3 o 4 dimensiones. El límite de la FDA para ultrasonidos obstétricos es de 94 Milivatio/cm².)  Mientras no haya evidencia concluyente de efectos nocivos de ultrasonidos 3D sobre fetos en desarrollo, existirá cierta controversia sobre su uso en situaciones no médicas.

## Ultrasonido 3D electivo

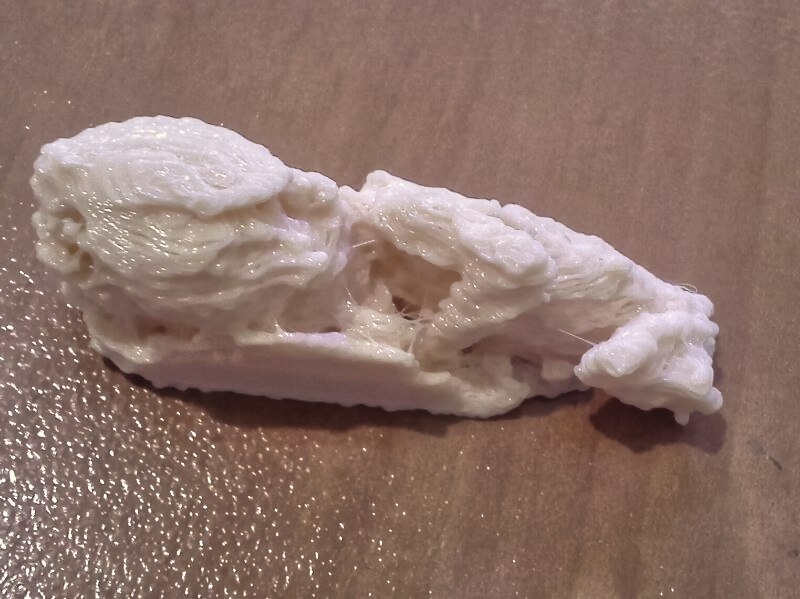

Aunque la tecnología de ultrasonido 3D puede ser usada en cualquier parte del cuerpo, el ultrasonido 3D electivo se refiere convención a los ultrasonidos 3D realizados a mujeres embarazadas con el solo propósito de que vean al bebé no nacido, su apariencia, o para saber si será niña o niño. 

### Duración
Aunque no hay un estándar formal, los médicos que realizan ultrasonidos 3D/4D no sobrepasan los 30 minutos, para no sobre-exponer el feto a las ondas de ultrasonido. 
Debido a que los médicos no saben con certeza los efectos colaterales de la exposición prolongada limitan las sesiones para estar dentro de límites seguros.

### Intensidad
La intensidad de las ondas de ultrasonido están establecidas mecánicamente para no exceder los estándares de la FDA.  Las máquinas de ultrasonido están construidas para opagarse o dar una alarma si cualquiera de las barreras del aparato fallan para limitar las ondas de ultrasonido. Generalmente ondas de ultrasonido de mayor intensidad son usadas para detectar el latido del corazón del bebé, y pueden ser enfocadas en órganos específicos del feto. 

### Visualización del feto
Los ultrasonidos 3D es mejor realizarlos entre las semanas 24 y 32, e idealmente entre las semanas 26 y 30. Algunos centros aconsejan a sus clientes ir entre las semanas 26 y 28 para obtener las mejores imágenes.
Después de las 32 semanas hay una alta probabilidad de que el feto haya bajado en la pelvis y sea casi imposible obtener imágenes 3D. Asimismo como el bebé es más grande hay menos espacio y es más difícil conseguir una buena imagen.

## Lecturas Adicionales
- Toda la información sobre las ecografías 4D
- Artículo en inglés: Escaneo con Ultrasonido 3D y 4D
- Artículo en inglés: Escaneo con Ultrasonido 3D y 4D
- Artículo en inglés: Ultrasonido 4D: qué es lo que dice sobre esta la literatura médica
- La historia en inglés de los Ultrasonidos (incluyendo ultrasonidos 3D)